# Jelena Ruszlanovna Iljinih

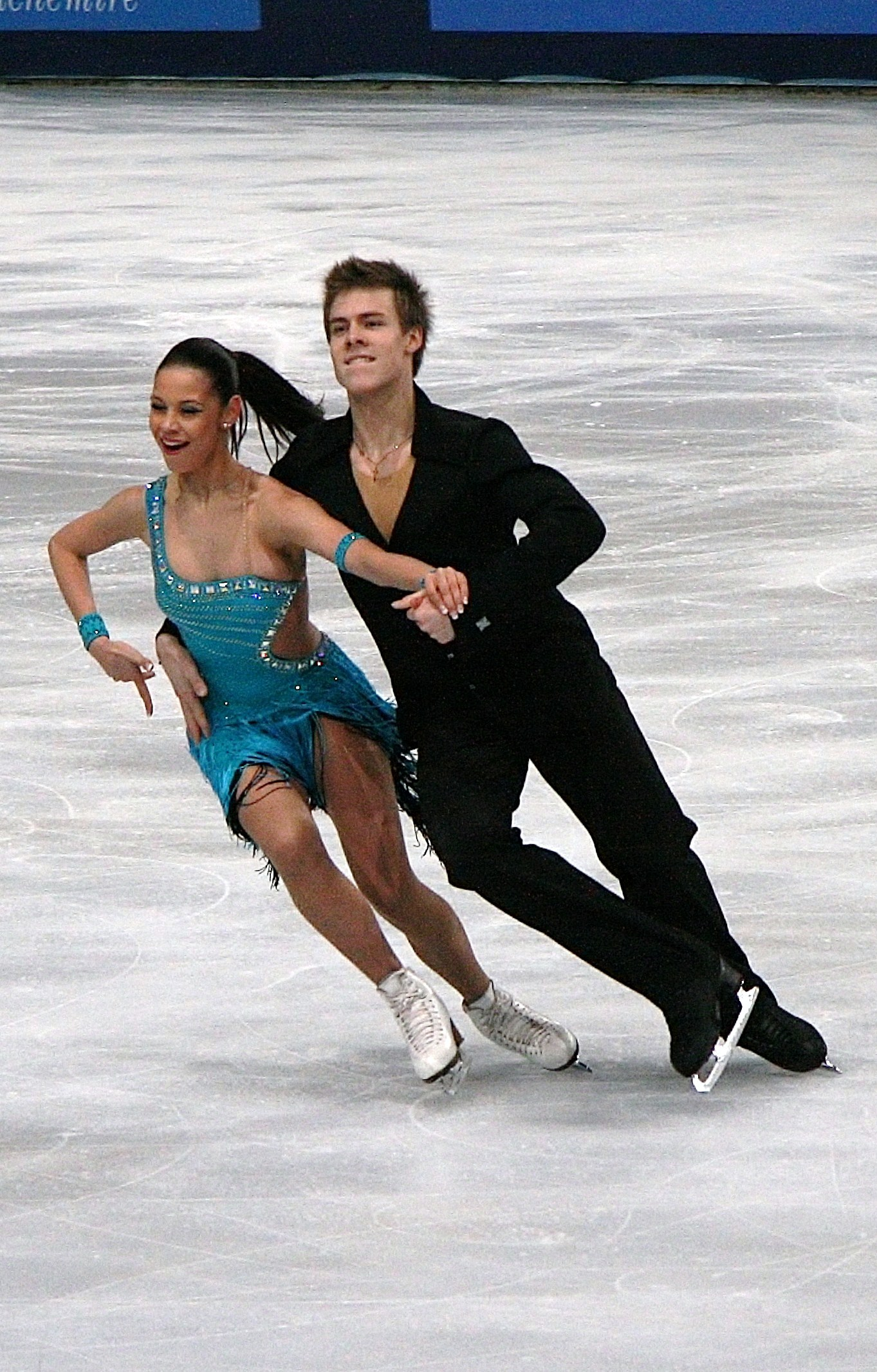
2011 - Trophée Bompard

Jelena Ruszlanovna Iljinih (orosz betűkkel: Елена Руслановна Ильиных; Aktau, Kazahsztán, 1994. április 25. –) orosz jégtáncos, aki Nyikita Kacalapov párja a jégen. Ők a 2012-es Európa-bajnokság bronzérmesei, a 2010-es junior világbajnokság győztesei, valamint a 2009-es junior Grand Prix döntő ezüstérmesei.

## Magánélete
2019-től párkapcsolatban él Szergej Polunyinnal. Első gyermekük 2020 januárjában született.

## Karrierje
Jelena Iljinih egyéni versenyzőként kezdte a pályafutását, de edzője úgy érezte, hogy a jégtánc testhezállóbb lenne számára. Irina Lobacsova és Ilja Averbuh, a páros első edzői találták meg számára Nyikita Kacalapovot. Iljinih Cantonba, Michigan államba költözött, ahol Marina Zujeva és Igor Spilband csapatával edzett két évig partner nélkül.

### Junior karrierje
Ilijnih végül visszatért Oroszországba. Kacalapov akkor vált szét partnerével, ezért úgy döntött, hogy ad még egy esélyt párosuknak Ilinihvel. Újra elkezdtek edzeni Alekszandr Zsulinnal Moszkvában, és a 2008–2009-es szezonban léptek pályára első versenyükön, az orosz junior bajnokságon, ahol negyedik helyen végeztek.
A 2009–2010-es szezonban versenyeztek először a Junior Grand Prix sorozatban. A budapesti versenyen rögtön aranyérmesek lettek. Második versenyükön Lengyelországban a dobogó második fokára léphettek fel, így kvalifikálták magukat a Grand Prix döntőbe, ahol ezüstérmesek lettek. Ugyanebben a szezonban megnyerték a junior világbajnokságot.

### 2010–2011-es szezon
2010-ben debütáltak a felnőtt mezőnyben, ahol az NHK Trophy volt az első versenyük, ahol negyedik helyezést értek el. Következő versenyükön, az orosz kupán bronzérmesek lettek, amely az első érmük volt a felnőtt Grand Prix sorozatban. A 2011-es orosz bajnokságon harmadik helyen végeztek, amely helyezés biztosította számukra az Európa-bajnokságon való részvételt, ahol negyedik helyen végeztek. A 2011-es felnőtt világbajnokságon a hetedik helyen debütáltak.

### 2011–2012-es szezon
2012-ben ezüstérmesek lettek az orosz bajnokságban. Az Európa-bajnokságon a rövid programban elért hetedik helyezésüket feljavították nagyszerű szabadkorcsolyázásukkal, és végül a harmadik helyen végeztek.

## Programjai

### Nyikita Kacalapovval

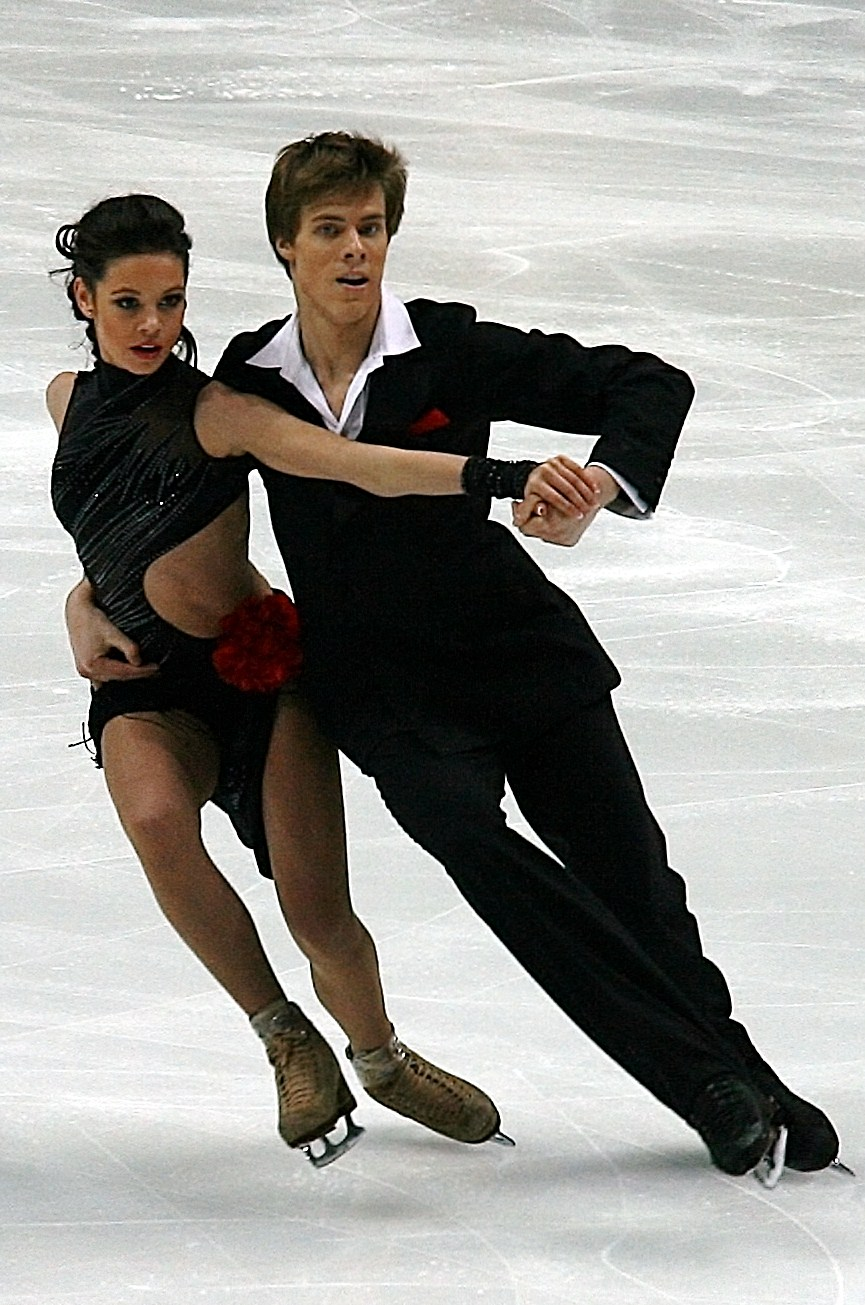
2011-es Világbajnokság

| Szezon    | Rövid Program                                                                     | Szabad Program                                     | Gála                                                            |
| --------- | --------------------------------------------------------------------------------- | -------------------------------------------------- | --------------------------------------------------------------- |
| 2012–2013 | Üzbég tánc: Andijan Polka                                                         | Ghost (musical)                                    | Capricious Horses Garik Sukachev                                |
| 2011–2012 | Hip Hip Chin Chin Club des Belugas Mas que Nada Sérgio Mendes Mujer Latina Thalía | Ave Maria performed Thomas Spencer-Wortley         | Black Velvet Alannah Myles                                      |
| 2010–2011 | Waltzer Alfred Schnittke Tango Bayan Mix                                          | Don Quixote Ludwig Minkus                          | I Put a Spell on You Nina Simone Petite Fleur Rock éjjel-nappal |
| Szezon    | Original Program                                                                  | Szabad Program                                     | Gála                                                            |
| 2009–2010 | Folklore: Incantations                                                            | Schindler listája John Williams Hegedűs a háztetőn | Petite Fleur Rock éjjel-nappal                                  |
| 2008–2009 | Selections Sing, Sing, Sing                                                       | Sarabande Jon Lord                                 |                                                                 |
| 2004–2005 | Swing Combo                                                                       | Macskák Andrew Lloyd Webber                        |                                                                 |

## Eredményei

### Nyikita Kacalapovval
| Verseny                          | 2008–09 | 2009–10 | 2010–11 | 2011–12 | 2012–13 | 2013–14 |
| -------------------------------- | ------- | ------- | ------- | ------- | ------- | ------- |
| Téli Olimpiai Játékok            |         |         |         |         |         | 3.      |
| Világbajnokság                   |         |         | 7.      | 5.      | 9.      | 4.      |
| Európa-bajnokság                 |         |         | 4.      | 3.      | 2.      | 2.      |
| Junior Világbajnokság            |         | 1.      |         |         |         |         |
| Orosz bajnokság                  |         |         | 3.      | 2.      |         |         |
| Junior Orosz bajnokság           | 4.      | 2.      |         |         |         |         |
| Grand Prix Döntő                 |         |         |         |         | 6.      |         |
| NHK Trophy                       |         |         | 4.      | 3.      | 2.      | 4.      |
| Cup of Russia                    |         |         | 3.      |         | 2.      |         |
| Trophée Eric Bompard             |         |         |         | 4.      |         | 2.      |
| Crystal Skate of Romania         |         |         |         |         | 1.      |         |
| Junior Grand Prix Döntő          |         | 2.      |         |         |         |         |
| Junior Grand Prix, Magyarország  |         | 1.      |         |         |         |         |
| Junior Grand Prix, Lengyelország |         | 1.      |         |         |         |         |